# Scleromitrula
Scleromitrula es un género de hongos en la familia Rutstroemiaceae.